# Usiazja (ort)
Usiazja är en agropolis i Belarus. Den ligger i voblasten Minsks voblast, i den centrala delen av landet, 30 km nordost om huvudstaden Minsk. Usiazja ligger 185 meter över havet och antalet invånare är 400.

## Natur och klimat
Terrängen runt Usiazja är platt. Närmaste större samhälle är Kalodzisjtjy, 18,6 km sydväst om Usiazja.
Trakten runt Usiazja består till största delen av jordbruksmark. Runt Usiazja är det ganska glesbefolkat, med 34 invånare per kvadratkilometer.